# Aleuroclava siamensis
Aleuroclava siamensis là một loài côn trùng cánh nửa trong họ Aleyrodidae, phân họ Aleyrodinae.
Aleuroclava siamensis được Takahashi miêu tả khoa học đầu tiên năm 1942.